# Theriogenologie
Die Theriogenologie (von altgriechisch θηρίον thērion „(wildes) Tier“, γένος genos „Familie, Stamm; Abstammung“ und -logie) als Teilgebiet der Veterinärmedizin befasst sich mit der Physiologie und Pathologie der weiblichen und männlichen Reproduktion der Tiere. Sie umfasst Gynäkologie einschließlich Geburtshilfe (Obstetrik) und Andrologie.
Nach Angabe der American Society of Theriogenology zur Geschichte des Ausdrucks „Theriogenology“ wurde der Begriff von Professor Herbert M. Howe, Autor des Lehrbuchs Medical Greek and Latin vorgeschlagen. Er wies darauf hin, dass die Bezeichnungen „Gynäkologie“ und „Andrologie“ für den Gebrauch in der Veterinärmedizin unzutreffend seien, da diese aus dem Griechischen stammenden Wörter für γυνή gynē „Frau“ (und nicht für „weiblich“) und ἀνήρ anēr „Mann“ (nicht für „männlich“) stünden und daher für die Humanmedizin, nicht aber die Veterinärmedizin zutreffend seien.